# Stazione di Firenze San Marco Vecchio
1 Firenze Campo di Marte
2 Firenze Castello
3 Le Cure
4 Le Piagge
5 Firenze Rifredi
6 Firenze Rovezzano
7 Firenze San Marco Vecchio
8 Firenze Santa Maria Novella
9 Firenze Statuto
La stazione di Firenze San Marco Vecchio è una fermata ferroviaria situata su entrambi i tronchi urbani della linea Faentina: la Firenze Campo di Marte-Il Cionfo e Firenze Santa Maria Novella-Il Cionfo.
La sua denominazione si riferisce alla vicina chiesa di San Marco Vecchio, sulla via Faentina.

## Storia
La fermata fu aperta nel 1999 assieme al nuovo tratto, via Vaglia, della linea ferroviaria Faentina.

## Strutture ed impianti
Il piazzale è formato dai binari delle due linee urbane che verso occidente divergono in direzione delle stazioni di Firenze Campo di Marte e di Firenze Santa Maria Novella. È presente una sala d'aspetto esterna, che consiste in panchine coperte.
I binari sono serviti da due banchine collegate da un sottopassaggio che, grazie a delle rampe, può essere utilizzato anche da disabili o persone che devono trasportare bagagli o oggetti.

## Caratteristiche
Dal punto di vista dell'esercizio ferroviario, Firenze San Marco Vecchio è considerata come punto singolare:
- il binario in direzione di Firenze Santa Maria Novella fa parte dell'area di stazione di Firenze Campo di Marte. Di conseguenza è considerato binario decentrato di quest'ultima, atto ad essere utilizzato al servizio viaggiatori;
- il binario in direzione di Firenze Campo di Marte è invece facente parte de Il Cionfo e quindi la località è un binario di fermata decentrato di quest'ultima[2].

Le partenze dei treni in direzione di Faenza richiedono l'attivazione del segnale di avanzamento presso il segnale di protezione interno della stazione de Il Cionfo.

## Movimento
La stazione fa parte del progetto Memorario della Regione Toscana. Negli orari di maggior afflusso dei pendolari, oltre alle corse cadenzate tra Borgo San Lorenzo e Firenze Santa Maria Novella, è servita anche dai treni che fanno capolinea alla stazione di Firenze Campo di Marte.

### Mobilità urbana
Nell'area metropolitana fiorentina, i biglietti e gli abbonamenti urbani di Autolinee Toscane  permettono di utilizzare tramvia e autobus urbani nonché di usufruire dei treni regionali nelle stazioni ferroviarie di Firenze, ovvero Firenze SMN, Firenze Rifredi, Firenze Statuto, Firenze Campo Marte, Le Piagge, Le Cure, Firenze Rovezzano, Firenze Castello e Firenze San Marco Vecchio.

## Servizi
La stazione dispone di:
- Accessibilità per portatori di handicap
- Sottopassaggio

## Galleria d'immagini

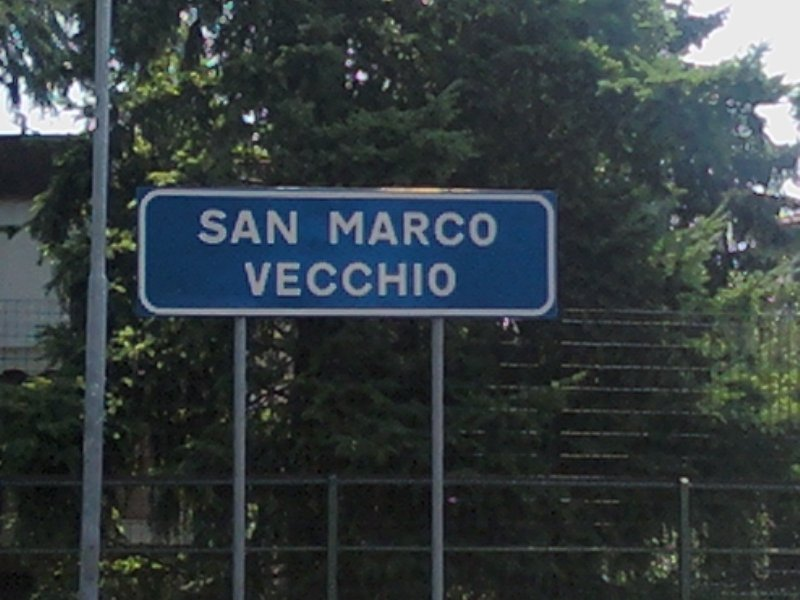
Segnaletica
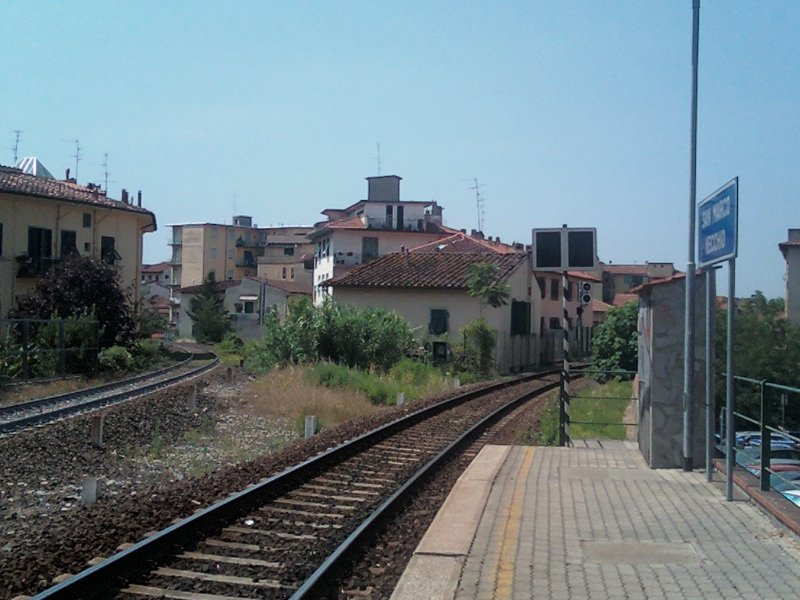
Biforcazione sinistra per Firenze Campo di Marte e destra per Firenze SMN